# Alessandro Boriani
Alessandro Boriani (Milano, 13 luglio 1971) è un compositore e arrangiatore italiano, autore di musiche per la televisione, documentari e colonne sonore cinematografiche.

## Biografia
Dopo essersi diplomato in pianoforte e composizione presso il Conservatorio Giuseppe Verdi di Milano, si è affermato come arrangiatore e autore di spot pubblicitari (Poltronesofà, Teletu, Q8, SiSi, Premium For Christmas 2012), sigle e sottofondi di programmi televisivi, tra gli ultimi RTV (Italia 1), Mattino Cinque (Canale 5) e Sessione Pomeridiana Tribunale di Forum (Rete 4) e tutti gli arrangiamenti della nuova impaginazione musicale del TG4 (Rete 4).
Ha realizzato le musiche di numerosi documentari per varie case di produzione, tra cui National Geographic, distribuiti in tutta Europa. Nel 2007 ha realizzato l'intera impaginazione musicale della rete satellitare TV della Libertà e del canale del digitale terrestre Mediaset Premium "Joi",.
Per quanto riguarda il cinema ha composto la colonna sonora del film Fairway - Una strada lunga un sogno (Medusa, regia A. Rizzo) e del film Tra due donne (Istituto Luce, regia A. Ferrari), Una su Tre (2012, Minnie Ferrara - Cinerentola, regia di C. Bozzatello).
Nel 2011 pubblica il suo primo album AYMARA, con 10 brani originali, tra i quali la colonna sonora dello spot Moschino. Nel 2015 pubblica un secondo album strumentale, dal titolo LE IMMAGINI. Fondatore di Novenove Studio, casa di produzione audio attiva nel mercato discografico e pubblicitario. 
Collegamenti esterni
- (EN) Alessandro Boriani, su IMDb, IMDb.com.
- / Sito ufficiale, su novenovestudio.com.
- Scheda su filmitalia.org, su filmitalia.org.